# Bennington megye
Bennington megye az Amerikai Egyesült Államokban, azon belül Vermont államban található. Megyeszékhelye Bennington és Manchester, legnagyobb városa Bennington. Lakosainak száma 37 347 fő (2020. április 1.). Bennington megye Rutland, Windsor, Franklin, Berkshire, Rensselaer, Washington és Windham megyékkel határos.

## Népesség
A megye népességének változása:
| Lakosok száma | 37 076 | 36 810 | 36 658 | 36 659 | 36 317 | 37 347 |
|               | 2010   | 2011   | 2012   | 2013   | 2015   | 2020   |